# Мар'ївська сільська рада (Компаніївський район)
| Мар'ївська сільська рада — колишній орган місцевого самоврядування у Компаніївському районі Кіровоградської області з адміністративним центром у с. Мар'ївка. Сільській раді підпорядковані населені пункти: - с. Мар'ївка - с. Зелене - с. Тернова Балка |

## Склад ради
Рада складалася з 16 депутатів та голови.

### Керівний склад ради
| ПІБ                           | Основні відомості                                                                             | Дата обрання | Дата звільнення |
| ----------------------------- | --------------------------------------------------------------------------------------------- | ------------ | --------------- |
| Грицаєнко Віктор Анатолійович | Сільський голова, 1963 року народження, освіта, член Всеукраїнського об'єднання 'Батьківщина' | 26.03.2006   | 31.10.2010      |
| Грицаєнко Віктор Анатолійович | Сільський голова, 1963 року народження, освіта вища, безпартійний                             | 31.10.2010   |                 |

Примітка: таблиця складена за даними джерела

## Населення
Згідно з переписом УРСР 1989 року чисельність наявного населення села становила 1489 осіб, з яких 636 чоловіків та 853 жінки.
За переписом населення України 2001 року в селі мешкало 1518 осіб.

### Мова
Розподіл населення за рідною мовою за даними перепису 2001 року:
| Мова       | Відсоток |
| ---------- | -------- |
| українська | 91,37 %  |
| російська  | 4,15 %   |
| вірменська | 2,31 %   |
| молдовська | 0,72 %   |
| болгарська | 0,46 %   |
| білоруська | 0,33 %   |
| інші       | 0,66 %   |